# Jeux mondiaux militaires d'hiver de 2013
Navigation
2010 2017
La seconde édition des Jeux mondiaux militaires d'hiver organisée par le Conseil International du Sport Militaire (CISM), a eu lieu à Annecy (France) du 25 au 29 mars 2013.

## Informations générales
Les parties prenantes se sont regroupés en Groupement d'intérêt public pour organiser l'événement. L'événement était censé être une répétition des Jeux Olympiques de 2018. Cependant Annecy a été choisi en mai 2011 pour organiser les jeux mondiaux militaires et elle ne fut pas choisie par le CIO en juillet 2011 pour organiser les Jeux Olympiques 2018.

### Lieux de la compétition
La compétition s'est déroulé sur cinq sites de compétitions :
- La Clusaz: le ski alpin
- Le Grand-Bornand: ski de fond, biathlon et patrouille
- Annecy: short track et escalade
- Le Semnoz: orientation à ski
- Chamonix Mont Blanc: ski alpinisme

Les cérémonies (ouverture et clôture) ont eu lieu à Annecy.

### Budget
L'événement a couté 3,5 millions d'euros . La majorité de cet argent a été apporté par l’État et les collectivités locales.

## Programme
|  | Cérémonies |  | Jour de finale |  | Nombre de finales |

| Calendrier général des Jeux mondiaux militaires d'hiver 2013 | Calendrier général des Jeux mondiaux militaires d'hiver 2013 | Calendrier général des Jeux mondiaux militaires d'hiver 2013 | Calendrier général des Jeux mondiaux militaires d'hiver 2013 | Calendrier général des Jeux mondiaux militaires d'hiver 2013 | Calendrier général des Jeux mondiaux militaires d'hiver 2013 | Calendrier général des Jeux mondiaux militaires d'hiver 2013 |
| Mars 2013                                                    | Mars 2013                                                    | 25 mars                                                      | 26 mars                                                      | 27 mars                                                      | 28 mars                                                      | 29 mars                                                      |
| ------------------------------------------------------------ | ------------------------------------------------------------ | ------------------------------------------------------------ | ------------------------------------------------------------ | ------------------------------------------------------------ | ------------------------------------------------------------ | ------------------------------------------------------------ |
| Cérémonies                                                   |                                                              | O                                                            |                                                              |                                                              |                                                              | C                                                            |
| Ski alpin                                                    |                                                              |                                                              | 4                                                            |                                                              | 4                                                            |                                                              |
| Ski de fond                                                  |                                                              |                                                              | 2                                                            |                                                              | 2                                                            |                                                              |
| Patrouille                                                   |                                                              |                                                              |                                                              |                                                              |                                                              | 2                                                            |
| Biathlon                                                     |                                                              |                                                              |                                                              | 4                                                            |                                                              |                                                              |
| Short-track                                                  |                                                              |                                                              |                                                              | 2                                                            | 2                                                            |                                                              |
| Escalade                                                     |                                                              |                                                              |                                                              | 2                                                            | 4                                                            |                                                              |
| Ski alpinisme                                                |                                                              |                                                              | 2                                                            |                                                              | 2                                                            |                                                              |
| Orientation à ski                                            |                                                              |                                                              | 2                                                            | 2                                                            |                                                              |                                                              |

## Compétitions
36 prix ont été remis à Annecy dans les disciplines suivantes :
| Sports/disciplines                            | Hommes | Femmes | Mixtes | Total |
| --------------------------------------------- | ------ | ------ | ------ | ----- |
| Ski alpin • Slalom • Géant                    | 4 2    | 4 2    |        | 8 4   |
| Ski de fond • Sprint • Sprint par équipe      | 2 1    | 2 1    |        | 4 2   |
| Patrouille                                    | 1      | 1      |        | 2     |
| Biathlon • Sprint • Sprint par équipe         | 2 1    | 2 1    |        | 4 2   |
| Short-track • 500 mètres • 1500 mètres        | 2 1    | 2 1    |        | 4 2   |
| Escalade • Difficulté • Bloc • Vitesse        | 3 1    | 3 1    |        | 6 2   |
| Ski alpinisme • Individuel • Relais           | 2 1    | 2 1    |        | 4 2   |
| Orientation à ski • Moyenne distance • Relais | 2 1    | 2 1    |        | 4 2   |

## Participants
La compétition a rassemblé 1000 sportifs venus de 40 nations. Des champions olympiques ou des champions du monde comme les Frères Fourcade (Martin et Simon), Tessa Worley, Dario Cologna sont venus participer aux compétitions.
L’Équipe de France militaire de ski a été représentée par 51 compétiteurs. Aux côtés des récents Champions du monde Tessa Worley et Martin Fourcade, il y avait également Adrien Théaux, Simon Fourcade, Roddy Darragon, Anémone Marmottan...

### Pays participants
| - Afghanistan - Albanie - Allemagne - Autriche - Belgique - Bosnie-Herzégovine - Brésil - Bulgarie - Chili - Chine | - Chypre - Corée du Sud - Équateur - Espagne - Estonie - États-Unis - Macédoine - Finlande - France - Géorgie | - Iran - Italie - Kazakhstan - Lettonie - Liban - Lituanie - Maroc - Norvège - Pakistan - Pays-Bas | - Pologne - République tchèque - Roumanie - Russie - Serbie - Slovaquie - Slovénie - Suède - Suisse - Ukraine |

### Sportifs célèbres
Les têtes d'affiches de la compétition étaient Tessa Worley et Martin Fourcade. D'autres sportifs du plus haut niveau mondial dans leurs disciplines ont également participé à la compétition comme Dario Cologna (Champion olympique de ski de fond), Giuliano Razzoli (Champion olympique de ski alpin), Lars Berger (Champion du monde de biathlon et médaillé olympique en ski de fond), Anna Stöhr, Jakob Schubert...

## Résultats[6]

### Ski alpin[7]
| Épreuve                            | Or                                                           | Temps         | Argent                                                             | Temps         | Bronze                                                      | Temps         |
| ---------------------------------- | ------------------------------------------------------------ | ------------- | ------------------------------------------------------------------ | ------------- | ----------------------------------------------------------- | ------------- |
| Slalom géant masculin              | Manuel Pleisch                                               | 2 min 05 s 31 | Massimiliano Blardone                                              | 2 min 05 s 68 | Marc Berthod                                                | 2 min 06 s 05 |
| Slalom géant masculin par équipe   | Italie Massimiliano Blardone Michael Gufler Cristian Deville | 6 min 18 s 43 | Suisse Manuel Pleisch Marc Berthod Marco Tumler                    | 6 min 18 s 79 | France Steve Missillier Maxime Tissot Adrien Théaux         | 6 min 24 s 23 |
| Slalom spécial masculin            | Giuliano Razzoli                                             | 1 min 39 s 52 | Maxime Tissot                                                      | 1 min 40 s 17 | Marco Tumler                                                | 1 min 40 s 59 |
| Slalom spécial masculin par équipe | Suisse Marco Tumler Manuel Pleisch Gino Caviezel             | 5 min 02 s 89 | Autriche Stefan Brennsteiner Martin Bischof Matthias Tippelreither | 5 min 05 s 85 | France Maxime Tissot Steve Missillier Adrien Théaux         | 5 min 06 s 87 |
| Slalom géant féminin               | Elena Curtoni                                                | 2 min 08 s 32 | Tessa Worley                                                       | 2 min 08 s 46 | Anémone Marmottan                                           | 2 min 09 s 93 |
| Slalom géant féminin par équipe    | France Tessa Worley Anémone Marmottan Marion Bertrand        | 6 min 29 s 82 | Italie Elena Curtoni Camilla Borsotti Sarah Pardeller              | 6 min 32 s 14 | Autriche Julia Dygruber Bernadette Schild Lisa-Maria Zeller | 6 min 37 s 11 |
| Slalom spécial féminin             | Michela Azzola                                               | 1 min 44 s 64 | Anémone Marmottan                                                  | 1 min 45 s 33 | Fanny Chmelar                                               | 1 min 45 s 39 |
| Slalom spécial féminin par équipe  | Italie Michela Azzola Elena Curtoni Sarah Pardeller          | 5 min 16 s 43 | France Anémone Marmottan Marion Bertrand Tessa Worley              | 5 min 19 s 17 | Allemagne Fanny Chmelar Maren Wiesler Anne Kissling         | 5 min 20 s 12 |

### Ski de fond[8]
| Épreuves             | Or                                       | Temps         | Argent                                   | Temps         | Bronze                                     | Temps         |
| -------------------- | ---------------------------------------- | ------------- | ---------------------------------------- | ------------- | ------------------------------------------ | ------------- |
| 15 km masculin       | Robin Duvillard                          | 37 min 37 s 3 | Ivan Perrillat Boiteux                   | 37 min 43 s 0 | Mathias Wibault                            | 37 min 55 s 8 |
| 10 km féminin        | Coraline Hugue                           | 29 min 42 s 7 | Anaïs Bescond                            | 29 min 44 s 9 | Anouk Faivre-Picon                         | 30 min 38 s 1 |
| Team sprint masculin | Suisse Jonas Baumann Dario Cologna       | 16 min 11 s 8 | Autriche Max Hauke Bernhard Tritscher    | 16 min 12 s 3 | Tchéquie Dušan Kožíšek Martin Jakš         | 16 min 12 s 7 |
| Team sprint féminin  | France Anouk Faivre-Picon Célia Aymonier | 18 min 28 s 9 | Russie Natalja Iljina Svetlana Nikolaeva | 18 min 30 s 2 | Kazakhstan Marina Matrosova Elena Kolomina | 18 min 38 s 4 |

### Biathlon[9]
| Épreuves                    | Or                                                   | Temps              | Argent                                              | Temps              | Bronze                                                        | Temps              |
| --------------------------- | ---------------------------------------------------- | ------------------ | --------------------------------------------------- | ------------------ | ------------------------------------------------------------- | ------------------ |
| 10 km sprint masculin       | Lukas Hofer                                          | 24 min 48 s 7      | Benjamin Weger                                      | 25 min 12 s 1      | Simon Fourcade                                                | 25 min 27 s 9      |
| 7,5 km sprint féminin       | Marine Bolliet                                       | 21 min 12 s 3      | Karin Oberhofer                                     | 21 min 15 s 3      | Michela Ponza                                                 | 21 min 20 s 7      |
| Sprint par équipes masculin | Suisse Mario Dolder Benjamin Weger Claudio Bockli    | 1 h 17 min 18 s 68 | Italie Lukas Hofer Dominik Windisch Markus Windisch | 1 h 17 min 58 s 72 | France Simon Fourcade Martin Fourcade Simon Desthieux         | 1 h 18 min 26 s 58 |
| Sprint par équipes féminin  | Italie Karin Oberhofer Michela Ponza Dorothea Wierer | 1 h 04 min 34 s 21 | France Anaïs Bescond Marine Bolliet Sophie Boilley  | 1 h 05 min 01 s 07 | Allemagne Evi Sachenbacher Helena Gnaedinger Carolin Hennecke | 1 h 08 min 19 s 70 |

### Patrouille[10]
| Épreuves             | Or                                                                | Temps             | Argent                                                                   | Temps             | Bronze                                                                   | Temps             |
| -------------------- | ----------------------------------------------------------------- | ----------------- | ------------------------------------------------------------------------ | ----------------- | ------------------------------------------------------------------------ | ----------------- |
| Patrouille masculine | Suisse Mario Dolder Benjamin Weger Ivan Joller Remo Fischer       | 1 h 06 min 38 s 5 | Autriche Dominik Landertinger Michael Reiter Peter Brunner Johannes Dürr | 1 h 07 min 26 s 6 | Italie Christian Martinelli Lukas Hofer Dominik Windisch Markus Windisch | 1 h 07 min 58 s 0 |
| Patrouille féminine  | France Anaïs Bescond Marine Bolliet Coraline Hugue Sophie Boilley | 44 min 22 s 0     | Italie Nicole Gontier Karin Oberhofer Dorothea Wierer Michela Ponza      | 45 min 24 s 1     | Suède Elin Mattsson Emelie Larsson Mona Brorsson Maria Gräfnings         | 45 min 55 s 3     |

### Escalade[11]
| Épreuve          | Or               | Temps/Mesure   | Argent            | Temps/Mesure      | Bronze              | Temps/Mesure  |
| ---------------- | ---------------- | -------------- | ----------------- | ----------------- | ------------------- | ------------- |
| Vitesse homme    | Benjamin Blaser  | 18 s 08        | Klemen Bečan      | 19 s 55           | Nikita Devjaterikov | 21 s 91       |
| Difficulté homme | Klemen Bečan     | 39,5 m         | Markus Hoppe      | 37,0 m            | Benjamin Blaser     | 32,0 m        |
| Bloc homme       | Jakob Schubert   | Jakob Schubert | Kilian Fischhuber | Kilian Fischhuber | Klemen Bečan        | Klemen Bečan  |
| Vitesse femme    | Jana Čerešneva   | 20 s 44        | Alina Gajdamakina | 24 s 19           | Evgenija Malamid    | 32 s 64       |
| Difficulté femme | Evgenija Malamid | 29,0 m         | Mina Markovic     | 28,0 m            | Jana Čerešneva      | 28,0 m        |
| Bloc femme       | Anna Stöhr       | Anna Stöhr     | Evgenija Malamid  | Evgenija Malamid  | Mina Markovic       | Mina Markovic |

### Ski alpinisme[12]
| Épreuve             | Or                                           | Temps             | Argent                                     | Temps             | Bronze                                       | Temps             |
| ------------------- | -------------------------------------------- | ----------------- | ------------------------------------------ | ----------------- | -------------------------------------------- | ----------------- |
| Individuel masculin | Matteo Eydallin Alexis Sevennec              | 1 h 15 min 37 s 5 | —                                          | —                 | Robert Antonioli                             | 1 h 16 min 47 s 8 |
| Individuel féminin  | Laëtitia Roux                                | 1 h 27 min 52 s 0 | Gloriana Pellissier                        | 1 h 31 min 56 s 6 | Valentine Fabre-Malavoy                      | 1 h 38 min 23 s 6 |
| Relais hommes       | Italie Manfred Reichegger Matteo Eydallin    | 39 min 23 s 5     | Italie Robert Antonioli Damiano Lenzi      | 39 min 24 s 0     | France Tony Sbalbi Alexis Sevennec           | 41 min 05 s 5     |
| Relais femmes       | France Valentine Fabre-Malavoy Laëtitia Roux | 47 min 13 s 0     | Italie Gloriana Pellissier Lorenza Bettega | 52 min 30 s 2     | Allemagne Beatrice Soyter Christine Spindler | 58 min 33 s 7     |

### Short track[13]
| Épreuves     | Or              | Temps          | Argent             | Temps          | Bronze             | Temps          |
| ------------ | --------------- | -------------- | ------------------ | -------------- | ------------------ | -------------- |
| 500 m homme  | Song Weilong    | 42 s 651       | Nie Xin            | 42 s 692       | Maxime Châtaignier | 51 s 532       |
| 1500 m homme | Nie Xin         | 2 min 16 s 337 | Christoph Schubert | 2 min 16 s 431 | Song Weilong       | 2 min 16 s 531 |
| 500 m femme  | Arianna Fontana | 44 s 066       | Martina Valcepina  | 44 s 148       | Veronika Windisch  | 45 s 754       |
| 1500 m femme | Arianna Fontana | 2 min 37 s 365 | Martina Valcepina  | 2 min 37 s 468 | Sun Huizhu         | 2 min 37 s 571 |

### Orientation à ski[14]
| Épreuve                 | Or                                                        | Temps           | Argent                                                     | Temps           | Bronze                                                       | Temps           |
| ----------------------- | --------------------------------------------------------- | --------------- | ---------------------------------------------------------- | --------------- | ------------------------------------------------------------ | --------------- |
| Moyenne distance hommes | Ėduard Chrennikov                                         | 46 min 34 s     | Stanimir Belomažev                                         | 48 min 27 s     | Vadim Tolstopjatov                                           | 50 min 28 s     |
| Moyenne distance femmes | Natal'ja Tomilova                                         | 44 min 57 s     | Natal'ja Naumova                                           | 48 min 02 s     | Élodie Bourgeois-Pin                                         | 48 min 33 s     |
| Relais hommes           | Russie Egor Zorin Ėduard Chrennikov Vadim Tolstopjatov    | 1 h 39 min 59 s | Norvège Erik Watterdal Ola Berger Eivind Tonna             | 1 h 44 min 36 s | Finlande Toumas Kotro Lauri Nenonen Tero Linnainmaa          | 1 h 52 min 15 s |
| Relais femmes           | France Élodie Bourgeois-Pin Charlotte Bouchet Fanny Roche | 1 h 56 min 11 s | Russie Natal'ja Tomilova Tat'jana Vlasova Natal'ja Naumova | 1 h 57 min 38 s | Kazakhstan Ėl'mīra Moldasheva Marīya Vlasova Rīana Khasanova | 3 h 00 min 53 s |

## Palmarès
Palmarès complet
- Pays organisateur (France)

| Rang | Nation             | Or | Argent | Bronze | Total |
| ---- | ------------------ | -- | ------ | ------ | ----- |
| 1    | France             | 12 | 7      | 11     | 30    |
| 2    | Italie             | 11 | 10     | 3      | 24    |
| 3    | Suisse             | 5  | 3      | 3      | 11    |
| 4    | Russie             | 4  | 5      | 2      | 11    |
| 5    | Autriche           | 2  | 4      | 3      | 9     |
| 6    | Chine              | 2  | 1      | 2      | 5     |
| 7    | Slovénie           | 1  | 1      | 2      | 4     |
| 8    | Allemagne          | 0  | 2      | 4      | 6     |
| 9    | Bulgarie           | 0  | 1      | 0      | 1     |
| 10   | Norvège            | 0  | 1      | 0      | 1     |
| 11   | Kazakhstan         | 0  | 0      | 3      | 3     |
| 12   | Finlande           | 0  | 0      | 1      | 1     |
| 13   | République tchèque | 0  | 0      | 1      | 1     |
| 14   | Suède              | 0  | 0      | 1      | 1     |

## Galerie d'images

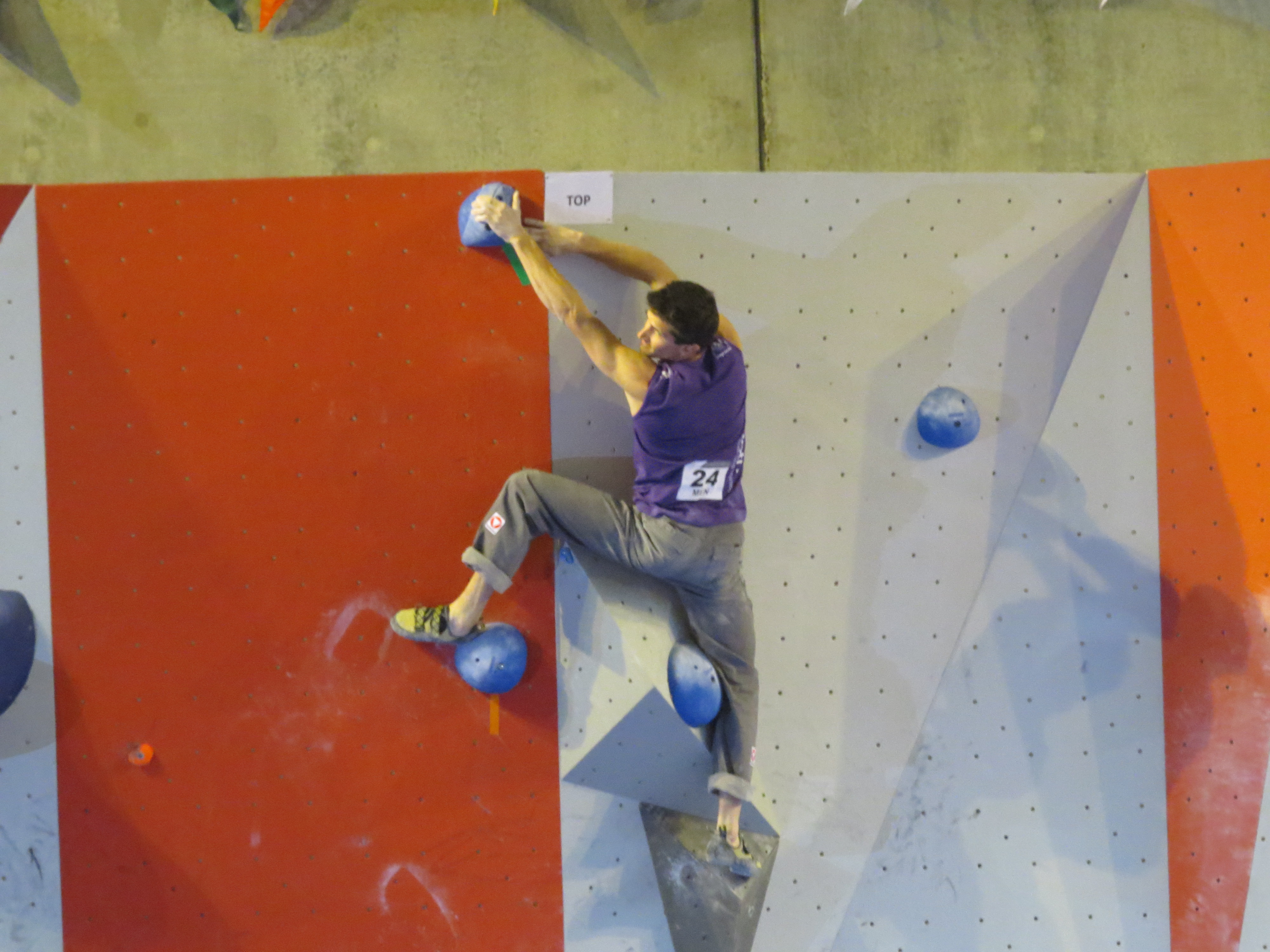
Kilian Fischhuber(Autriche) en finale du bloc hommes (escalade)
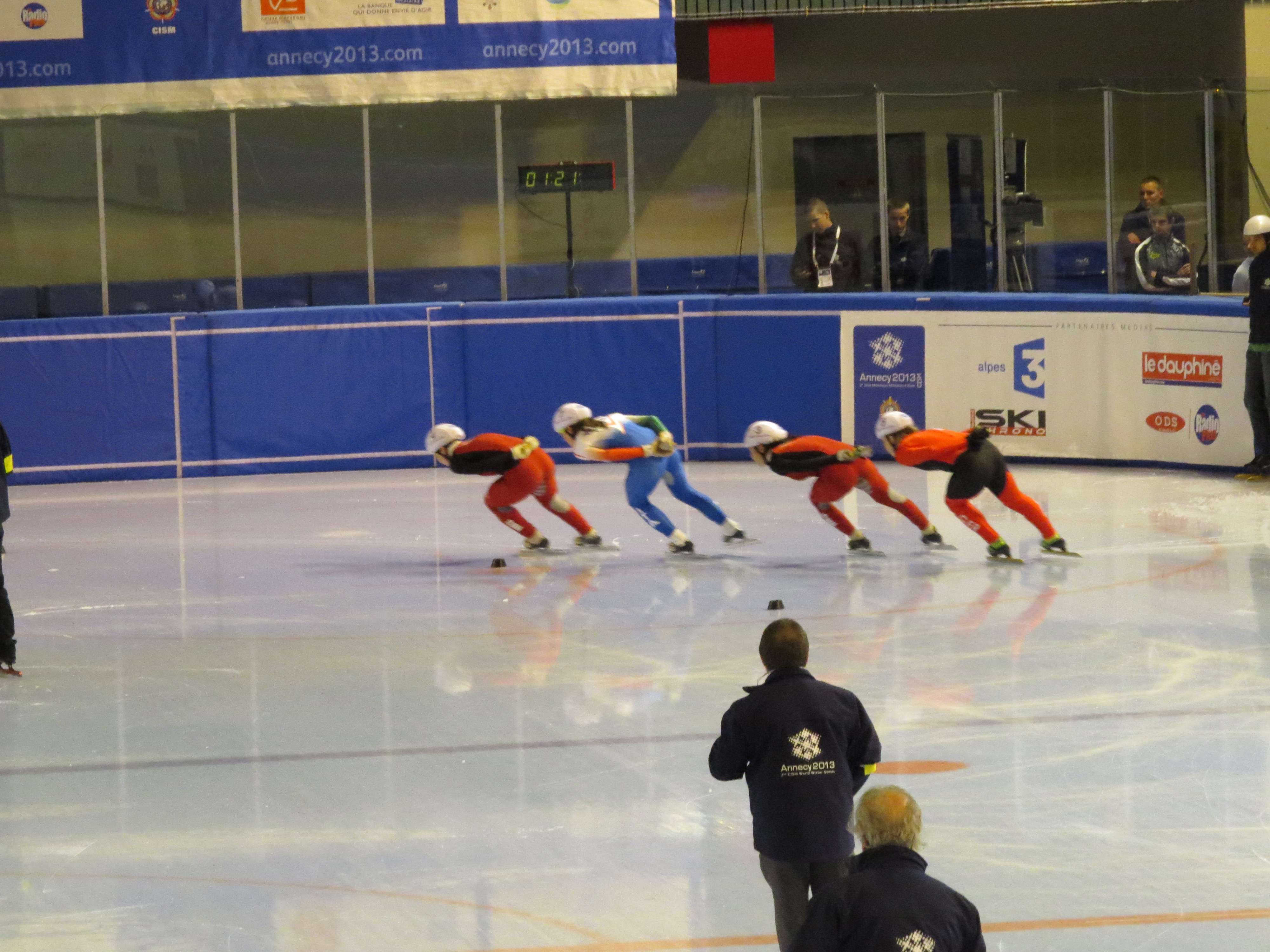
Short track 1 500 m féminin à Annecy
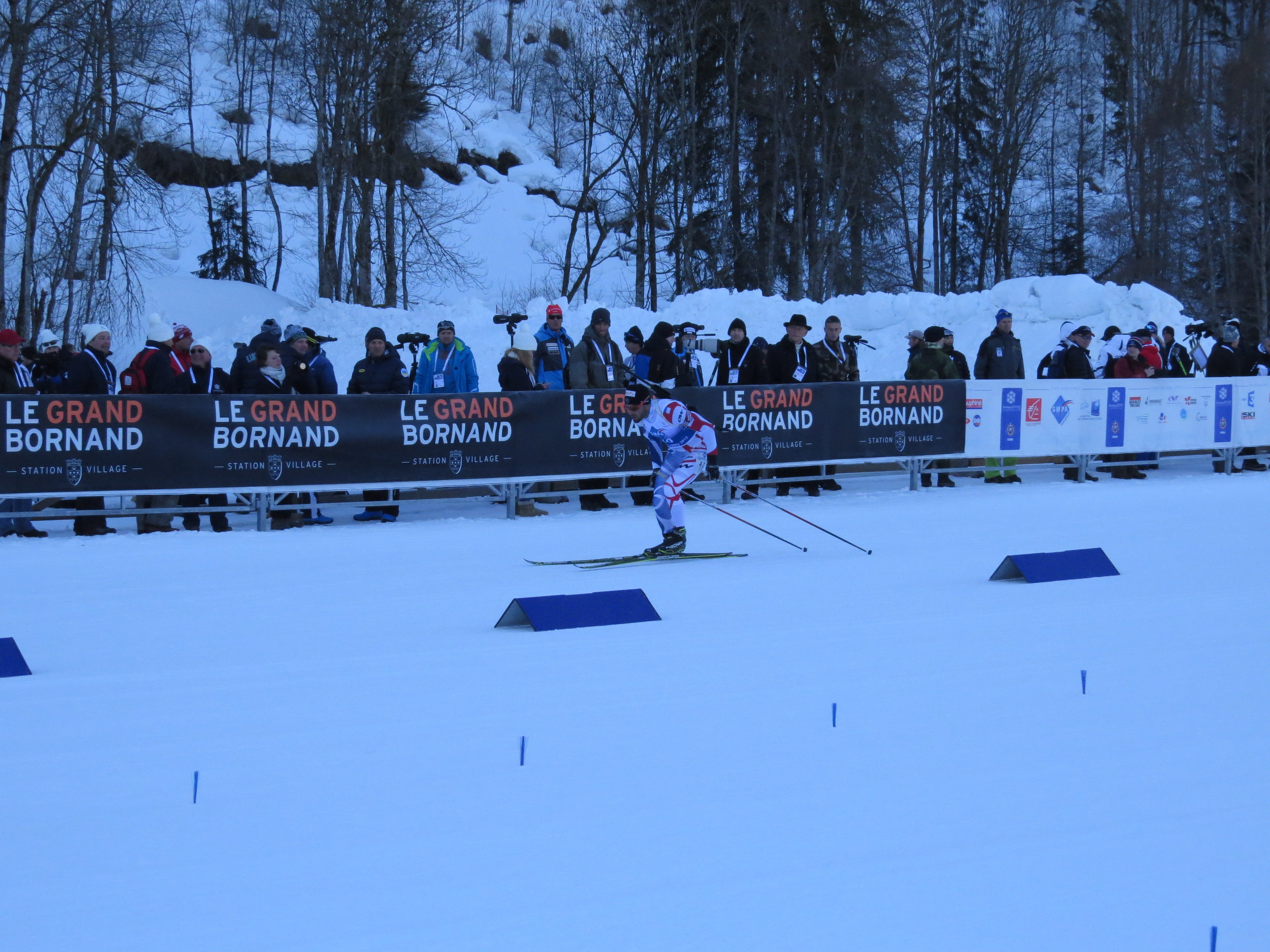
SImon Fourcade lors du sprint en biathlon